# Гречко Борис Олександрович
Борис Олександрович Гречко (31 березня 1929, місто Запоріжжя, тепер Запорізької області — 12 квітня 2019, місто Київ) — український радянський діяч, міністр будівництва підприємств важкої індустрії Української РСР. Депутат Верховної Ради УРСР 10—11-го скликань у 1984—1990 р. Член ЦК КПУ в 1986—1990 роках.

## Біографія
У 1953 році закінчив Дніпропетровський інститут інженерів залізничного транспорту імені Калініна.
У 1953—1961 роках — виконроб, головний інженер ряду будівельно-монтажних організацій Міністерства транспортного будівництва СРСР на будовах Півночі РРФСР.
Член КПРС з 1958 року.
У 1961—1969 роках — головний інженер, начальник будівельного управління, керуючий тресту «Марганецьрудбуд» Дніпропетровської області.
У 1969—1978 роках — головний інженер, начальник комбінату «Дніпроважбуд» Дніпропетровської області.
У 1978—1980 роках — заступник міністра будівництва підприємств важкої індустрії Української РСР.
У 1980—1984 роках — начальник тресту «Головкиївміськбуд» міста Києва.
10 січня 1984 — 15 вересня 1986 року — міністр будівництва підприємств важкої індустрії Української РСР.
У грудні 1986 — 1989 року — 1-й заступник голови Держплану Української РСР.
Потім — на пенсії в місті Києві.

## Нагороди
- три ордени Трудового Червоного Прапора
- медалі
- заслужений будівельник України (1998)